# متحف المستقبل
متحف المستقبل هو واحد من أبرز المعالم الثقافية والتكنولوجية في العالم. يقع متحف المستقبل في الحي المالي في دبي، الإمارات العربية المتحدة، ويضم ثلاثة عناصر رئيسية: التل الأخضر، والبناء، والفراغ. أسس المتحف مؤسسة دبي للمستقبل. افتتح الشيخ محمد بن راشد آل مكتوم متحف المستقبل رسمياً في فبراير 2022.
وفي 21 فبراير/ شباط 2023، استقبل المتحف أكثر من مليون زائر من 163 دولة حول العالم خلال عام كامل منذ افتتاحه 
الهدف من هذا المتحف هو تعزيز التطور التكنولوجي والابتكار، لا سيما في مجالات الروبوتات والذكاء الاصطناعي (AI).
حين كان المتحف قيد الانتهاء أقام العديد من المعارض الفردية على مدار السنوات القليلة الماضية.

## تصميم المتحف
يعتبر المتحف وجهة فريدة من نوعها تجمع بين التصميم المعماري المميز والتقنيات الحديثة، ويُعد المتحف الأول من نوعه في المنطقة الذي يركز على المستقبل، وتتضمن قاعاته المختلفة مجموعة من التجارب التفاعلية والعروض التكنولوجية المبتكرة التي تتيح للزوار استكشاف الأفكار المستقبلية في مجالات الاستدامة، والذكاء الاصطناعي، والصحة، والفضاء، وتعزيز دور الابتكار في صناعة المستقبل.
يقع المتحف على شارع الشيخ زايد، وهو أبرز شارع حيوي في دبي. تتكون واجهته من 1024 قطعة فنية مصنعة بالكامل عن طريق الروبوتات والأذرع الآلية، ويتميز بشكله البيضاوي وواجهة خارجية مزينة بـ3 اقتباسات من قصائد الشيخ محمد بن راشد آل مكتوم مكتوبة بالخط العربي، صممها الفنان الإماراتي مطر بن لاحج. يتميز المبنى بكونه الهيكل الوحيد في العالم الذي لا تتشابه أي من أجزائه، كما أنه لا يحتوي على أي أعمدة طولية داخلية، مما يجعله تحفة هندسية وفنية فريدة.
نال متحف المستقبل العديد من الجوائز العالمية، من بينها جائزة "أجمل مبنى في العالم"، تقديرًا لتصميمه الإبداعي ومكانته المميزة بين المعالم المعمارية الحديثة.

## جذور فكرة متحف المستقبل
بدأت فكرة متحف المستقبل عام 2013 خلال فعاليات القمة الحكومية، وبدأ المعرض بخيمة صغيرة سميت متحف المستقبل، وأحب الزوار الفكرة، لتتوسع في العام التالي، وقال رئيس المتحف محمد القرقاوي في لقاء له: بحكم كوني رئيساً لدبي القابضة آنذاك، استأذنا الشيخ محمد لتحويله إلى متحف دائم بشكله الحالي اليوم، لاقت الفكرة استحسانه فوراً واعتماده، واخترت موقعاً على شارع الشيخ زايد لإنشاء المتحف بشكله المميز، وقد تم تمويل المشروع من قبل دبي القابضة، وهو اليوم مشروع علمي ربحي وأيقونة فريدة من نوعها في العالم.

## التأسيس

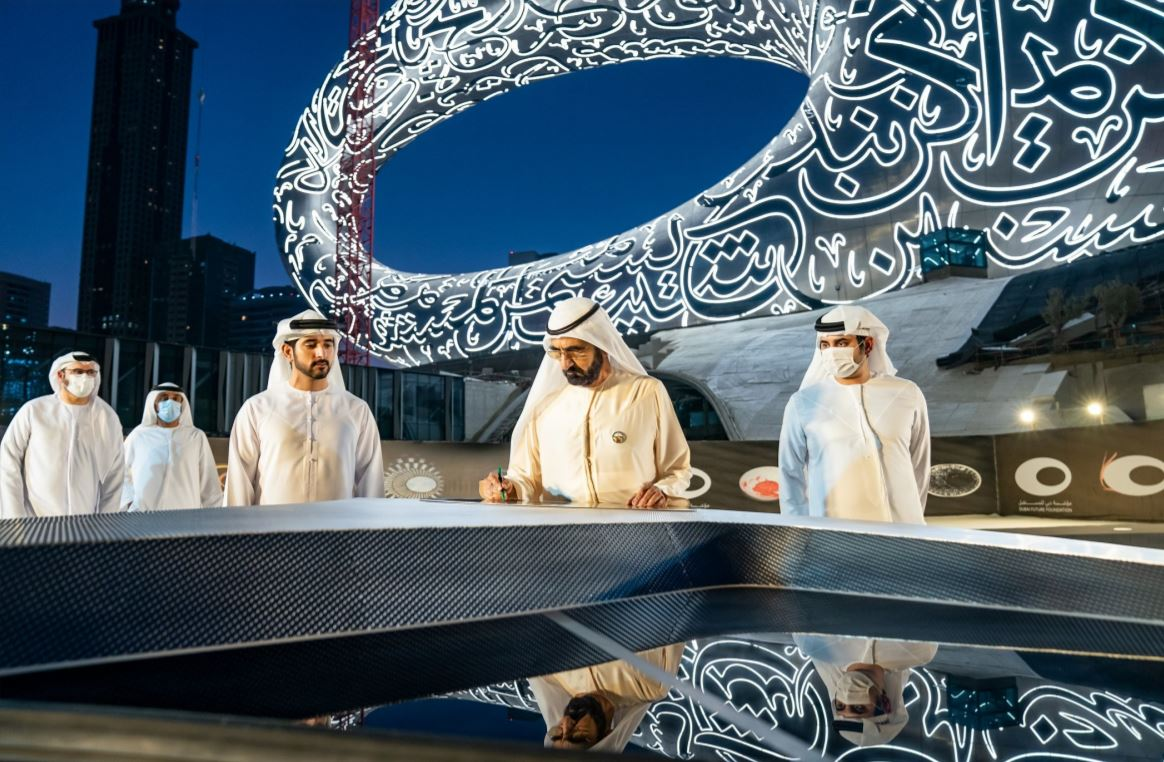
الشيخ محمد بن راشد يشهد وضع القطعة الأخيرة لواجهة متحف المستقبل

أعلن الشيخ محمد بن راشد نائب رئيس دولة الإمارات العربية المتحدة رئيس مجلس الوزراء حاكم دبي، عن خطة تنفيذ متحف المستقبل في 4 مارس 2015، والذي يهدف إلى إنتاج اختراعات مستقبلية بشكل فعال ودعم مهمة الإمارات في أن تكون محركًا عالميًا للابتكار. كما قام لاحقاً بتأسيس مؤسسة دبي لمتحف المستقبل برئاسة الشيخ حمدان بن محمد بن راشد آل مكتوم، والوزير محمد القرقاوي نائباً للرئيس، بهدف الاشراف على تنفيذ مشروع المتحف وانجازه وفق الخطة المعتمدة.
في 30 يونيو 2015، كشفت دبي عن خطط لبناء أول مبنى مطبوع ثلاثي الأبعاد يعمل بكامل طاقته في العالم، وهو «مكتب المستقبل». المشروع هو أول مبادرة رئيسية لمتحف المستقبل، وذلك قبل افتتاح متحف المستقبل.
في 7 فبراير 2016، افتتح الشيخ محمد بن راشد معرض متحف المستقبل الذي نظمته مؤسسة دبي لمتحف المستقبل كجزء من القمة العالمية للحكومات 2016، وذلك استكمالاً لمعارض المستقبل التي كانت تقوم على هامش القمة العالمية للحكومات سنوياً.

متحف المستقبل

في 17 فبراير 2016، أعلنت مؤسسة دبي لمتحف المستقبل عن إطلاق مجلس Blockchain العالمي لاستكشاف ومناقشة التطبيقات الحالية والمستقبلية، وتنظيم المعاملات من خلال منصة Blockchain.
في 28 مارس 2016، أطلقت مؤسسة متحف دبي للمستقبل بوابة المستقبل، وهي مبادرة لتغطية أحدث نتائج قطاع التكنولوجيا والعلوم بشكل يومي من خلال نشر الدراسات ونتائج البحوث والمواد المرئية والرسوم البيانية باللغة العربية بطريقة مبسطة وسهلة- لفهم اللغة.
في 20 أبريل 2016، كشف متحف دبي لمؤسسة المستقبل بالتعاون مع معهد الآثار الرقمية واليونسكو وجامعتي هارفارد وأكسفورد النقاب عن ترميم ثلاثي الأبعاد بالحجم الطبيعي للمعبد في تدمر، الذي دمره داعش في 2015.
في 24 أبريل 2016، أطلق الشيخ محمد بن راشد «مؤسسة دبي للمستقبل». في ظل الهيكل الجديد، أصبح متحف المستقبل جزءًا من مؤسسة دبي للمستقبل.

منظر من أمام متحف المستقبل

في 10 فبراير 2017 و9 فبراير 2018، تم افتتاح متحف المستقبل مؤقتًا في مدينة جميرا خلال القمة العالمية للحكومات.
في 22 فبراير 2022، تم افتتاح متحف المستقبل رسميًا في تمام الساعة 7 مساءً بتوقيت دبي. حضر حفل الافتتاح الشيخ محمد بن راشد آل مكتوم. إلى جانب الشيخ حمدان بن محمد بن راشد آل مكتوم ولي عهد دبي والشيخ مكتوم بن محمد بن راشد آل مكتوم، وقد ألقى معالي محمد القرقاوي رئيس المتحف الكلمة الافتتاحية آنذاك.

## المفهوم
يقع المتحف في منطقة أبراج الإمارات بالقرب من شارع الشيخ زايد في دبي، ويرأس متحف المستقبل وزير شؤون مجلس الوزراء السيد محمد عبد الله القرقاوي.
يمتد المتحف على مساحة 30 ألف متر مربع وبارتفاع 77 متراً، ويتألف من سبعة طوابق فيما تتم تغذيته بـ4000 ميجاوات من الكهرباء التي تم إنتاجها عبر الطاقة الشمسية، عبر محطة خاصة متصلة بالمتحف تم بناؤها بالتعاون مع هيئة كهرباء ومياه دبي.
و يرتبط المتحف بجسرين، يمتد الأول إلى جميرا أبراج الإمارات بطول 69 متراً، والثاني يربطه بمحطة مترو أبراج الإمارات، بطول 212 متراً
يتميز المتحف بتقنيات الذكاء الاصطناعي والمعارض التفاعلية التي تستعرض أفكاراً ومشاريع مستقبلية في مجالات متعددة مثل الفضاء، والتنقل، والطاقة، والطب، ويهدف متحف المستقبل إلى استكشاف التحديات المستقبلية وابتكار حلول لها، ويعد منصة للبحث والتطوير حيث يستضيف فعاليات وورش عمل وندوات تجمع العلماء والمبتكرين من مختلف أنحاء العالم، ومن خلال تجربة تفاعلية، يُمكن للزوار استكشاف تقنيات مثل الواقع الافتراضي والروبوتات، مما يتيح لهم تصور المستقبل، كما يسعى متحف المستقبل إلى تعزيز ثقافة الابتكار في المجتمع الإماراتي والعالمي، ويُعد وجهة محفّزة للخيال لزواره من جميع الأعمار، حيث يمكنهم استكشاف الأفكار الجديدة، والتفكير في كيفية تشكيل المستقبل، ويعتبر المتحف رمزاً قوياً لسعي دولة الإمارات نحو الريادة في مجالات التقدم العلمي والتقني، والتزام دبي بتحقيق رؤيتها المستقبلية.

## أقسام متحف المستقبل
يجمع هذا المتحف بين المعارض التقليديّة والتفاعلية والمناطق ذات المفاهيم المختلفة، كما يُشكّل المقرّ الرئيسي لمبادرة "نوابغ العرب" التي تعمل على إيجاد ألف موهبة عربية استثنائية في مختلف المجالات. ويساعد متحف المستقبل زواره في تكوين تصور عن مستقبل العالم بعد 50 سنة و يستعرض إمكانات الذكاء الاصطناعي والواقع المعزز و قدرتها على تحسين حياة البشر في المستقبل. ويضم المتحف خمسة أقسام رئيسية:

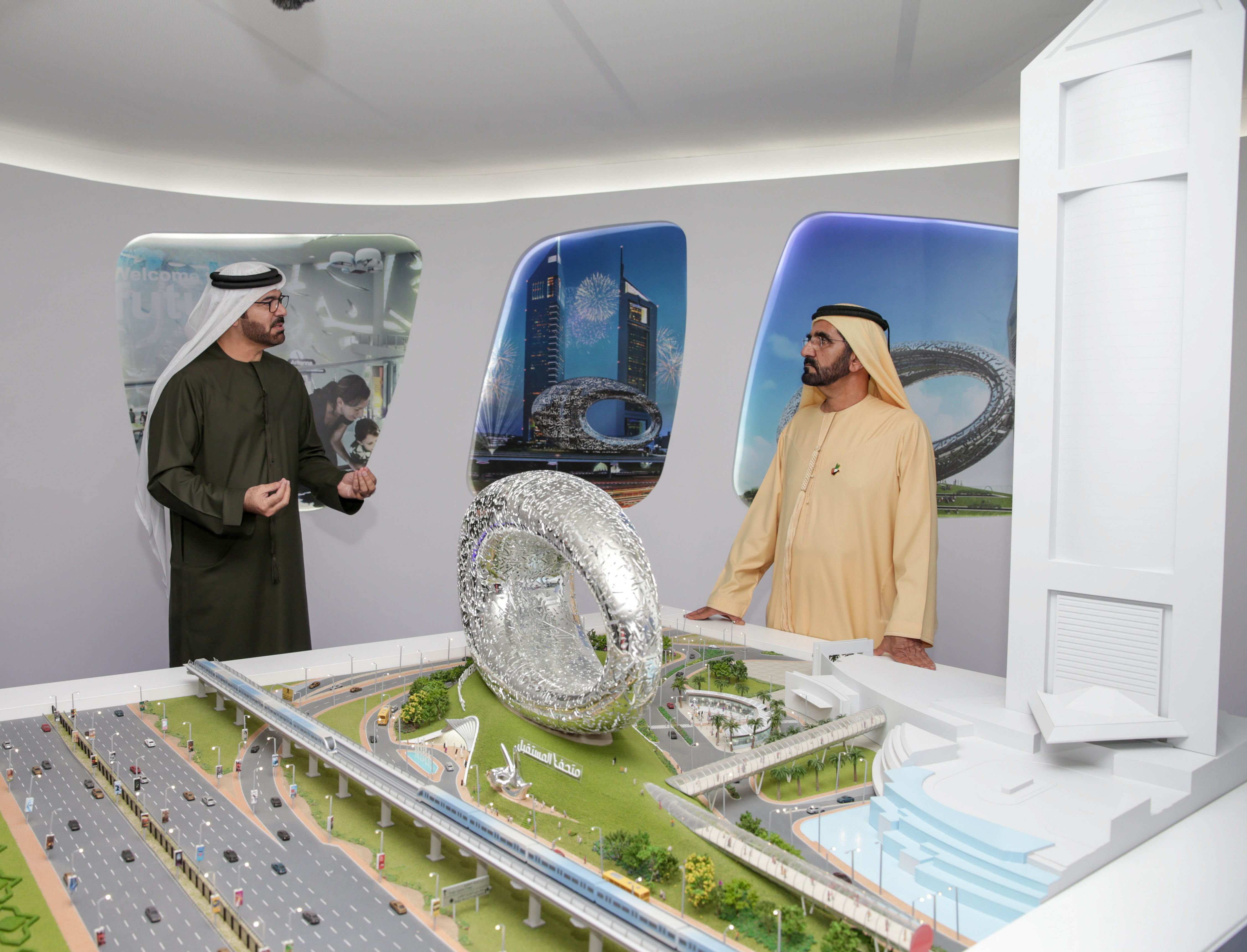
نموذج متحف المستقبل

- محطة الفضاء المدارية - أمل: جولة في محطة فضائية افتراضية، على ارتفاع 600 ألف كيلومتر عن سطح الأرض.
- مختبر إعادة تأهيل الطبيعة: يُتيح للزوار التعرف على مُختلف التحديات البيئية التي قد تواجه البشرية في المستقبل، وكيفية التغلب عليها.

   ويحتضن هذا القسم مكتبة الحياة حيث تم تجسيد 2400 كائن حي عبر بصمتهم الوراثية في عبوات زجاجية باستخدام تقنية الهولوغرام وتضم القاعة أثر كل كائن حين او منقرض على وجه الكوكب.
- الواحة: مكان للاسترخاء وتعزيز الحواس.
- معرض المستقبل اليوم: يُقدم أبرز ما توصلت إليه البشرية في مجالات التكنولوجيا.
- أبطال المستقبل: وهي منصة تفاعلية مُخصصة للأطفال لتشجيعهم على تطوير مهارات مستقبلية من خلال الألعاب والأنشطة الترفيهية.

حيث تم تصميم كل طابق من طوابق المتحف بطريقة تفاعلية حديثة، وتشمل المواضيع التي يتم التركيز عليها السفر عبر الفضاء والتغير المناخي والبيئة والصحة.

## الاستدامة

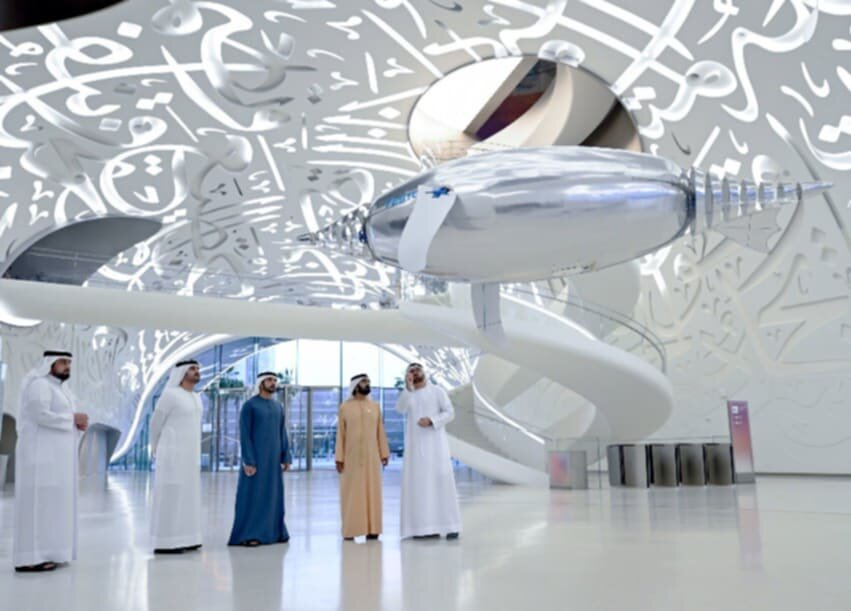
متحف المستقبل من الداخل، خلال زيارة الشيخ محمد بن راشد مع القرقاوي

يعمل المتحف على تحسين معايير المباني الخضراء الصديقة للبيئة في المنطقة، بما يتماشى مع الجهود العالمية لتعزيز الممارسات المستدامة في التصميم والبناء، حيث يتبنى المتحف أحدث الوسائل التقنية المستدامة في العزل الحراري والتبريد وأنظمة توزيع المياه بشكل متكامل وفعال، كما يعتمد المتحف مختلف معايير الاستدامة في كافة مرافقه حيث يتم تزويد المتحف بأكثر من 30% من حاجته للكهرباء عن طريق الطاقة الشمسية من خلال الألواح التي تغطي واجهته، وتستخدم في المتحف مصابيح موفرة للطاقة (ليد)، وتمت صناعة السطح الخارجي للمبنى من زجاج مطور خصيصاً بتقنيات مبتكرة لتحسين العزل الحراري، بالإضافة لاحتوائه على نظام ري ذكي وموجه عالي الكفاءة، خاص بالحديقة التي تحتوي على عدد كبير من النباتات القادرة على التأقلم مع الظروف المناخية في المنطقة والنباتات التي تنمو بشكل طبيعي في المناطق الساحلية، كما تم تحديد عدد المواقف المخصصة للمتحف من أجل تشجيع الزوار على استخدام وسائل النقل الصديقة للبيئة، ويؤمن المتحف للزوار إمكانية شحن السيارات الكهربائية أثناء وجودهم داخل المتحف، كما خصص المتحف أحد طوابقه لمختبر إعادة تأهيل الطبيعة الذي يعرض طرق عمل النظم البيئية وتأثير التغيرات المناخية والأنشطة التي يقوم بها البشر على تلك النظم.

## الجوائز
- الشهادة البلاتينية من نظام الريادة في الطاقة والتصميم البيئي للمباني الخضراء في العام 2023.[عر 5]
- جائزة تيكلا العالمية للبناء باعتباره نموذجاً عمرانياً فريداً من نوعه.[عر 5]
- جائزة روي إل. شيفر ليدينغ إيدج المعروفة بإسم إيدجي التي تقدمها جمعية مراكز العلوم والتكنولوجيا العالمية، عن فئة ممارسات الأعمال.[20]

## معرض الصور
- متحف دبي
- قائمة مناطق الجذب السياحي في دبي

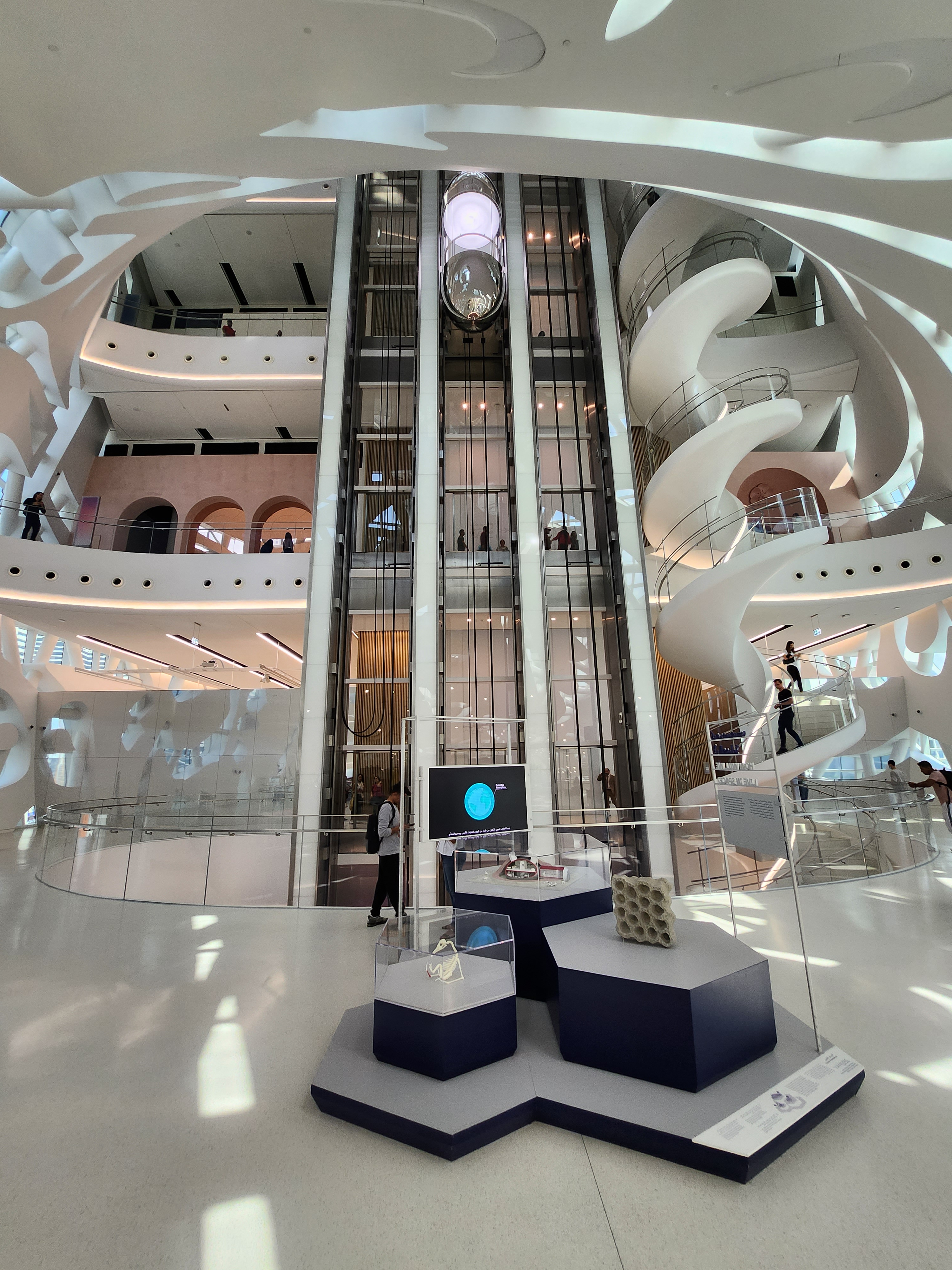
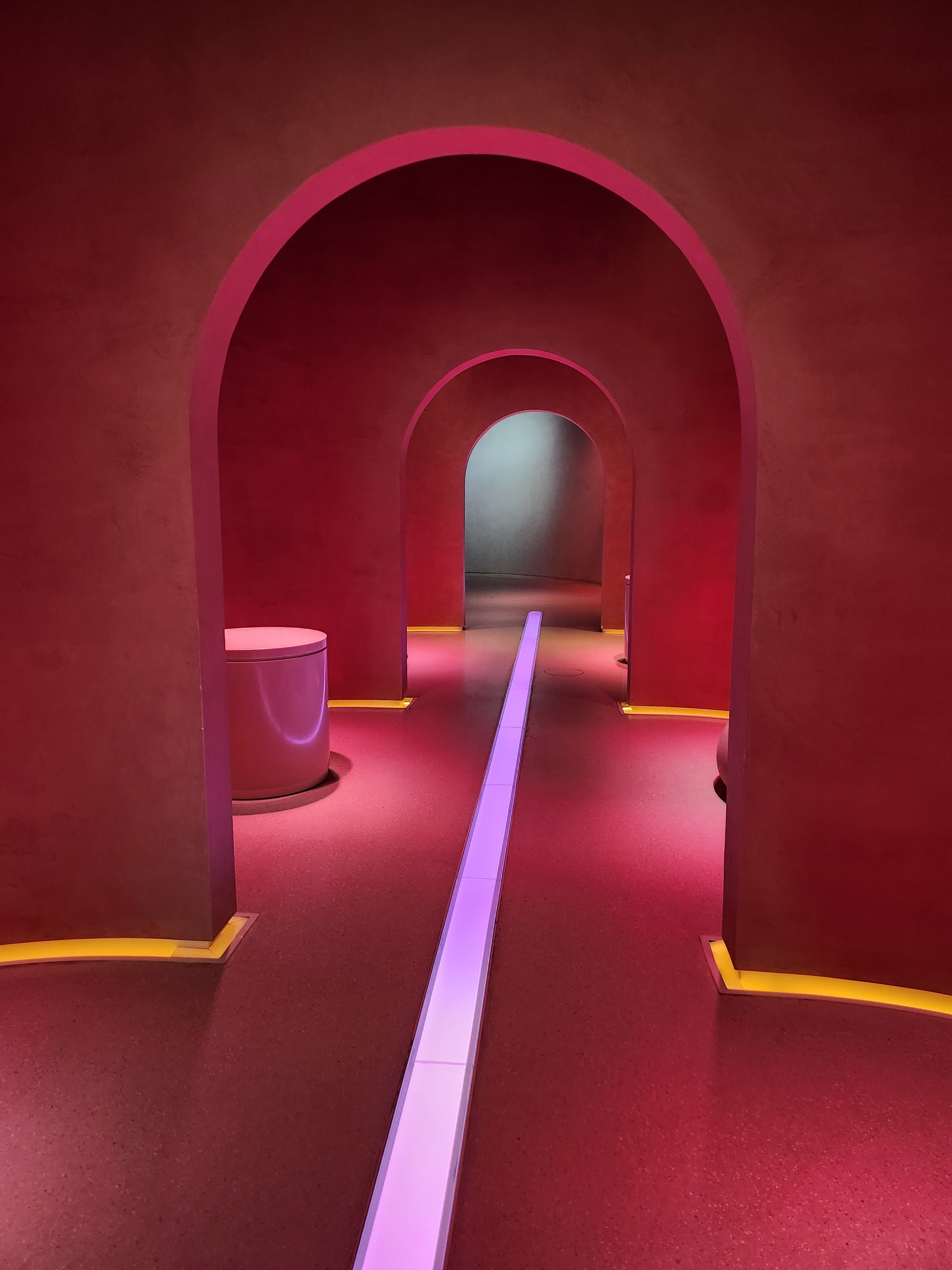
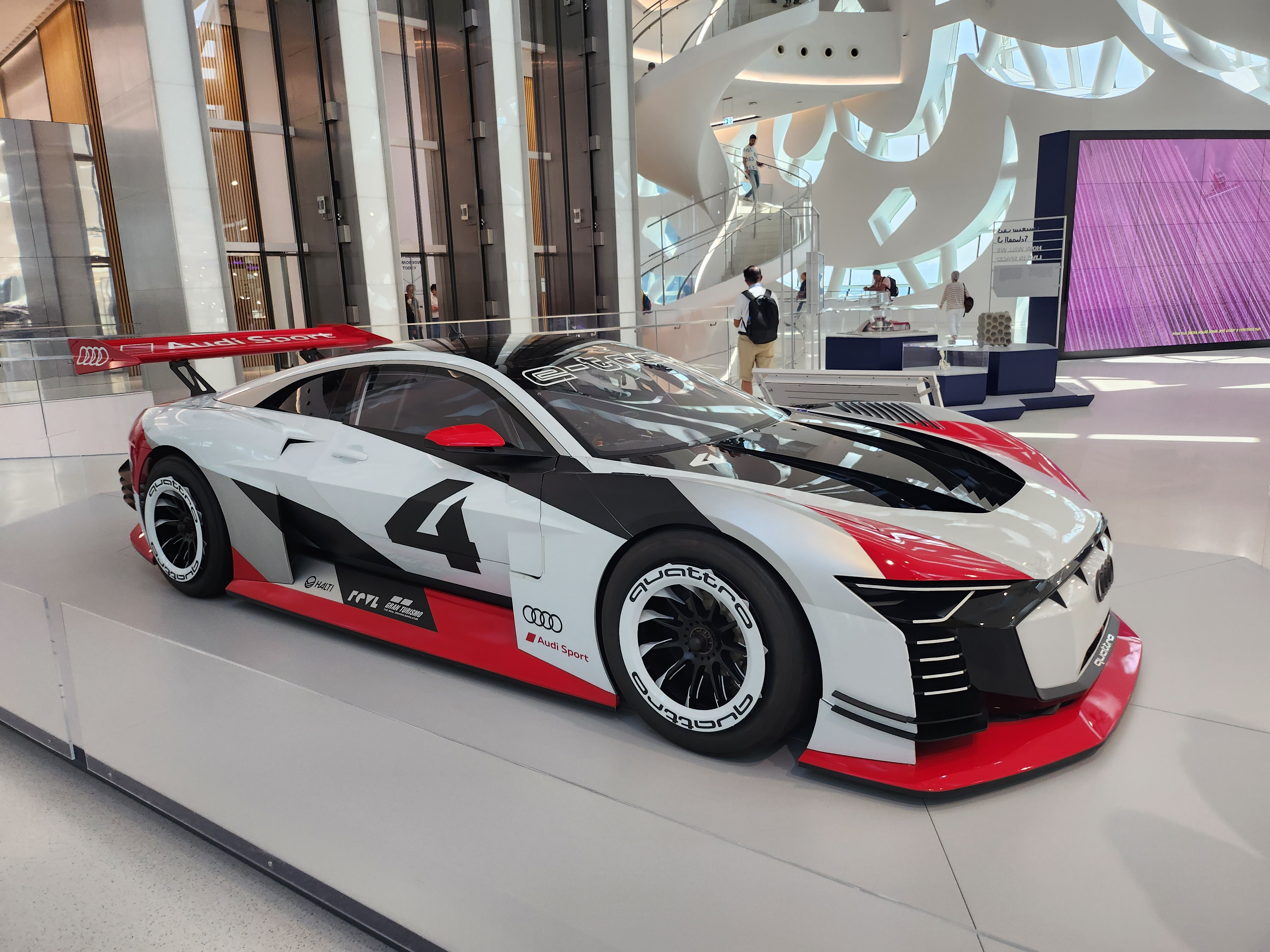
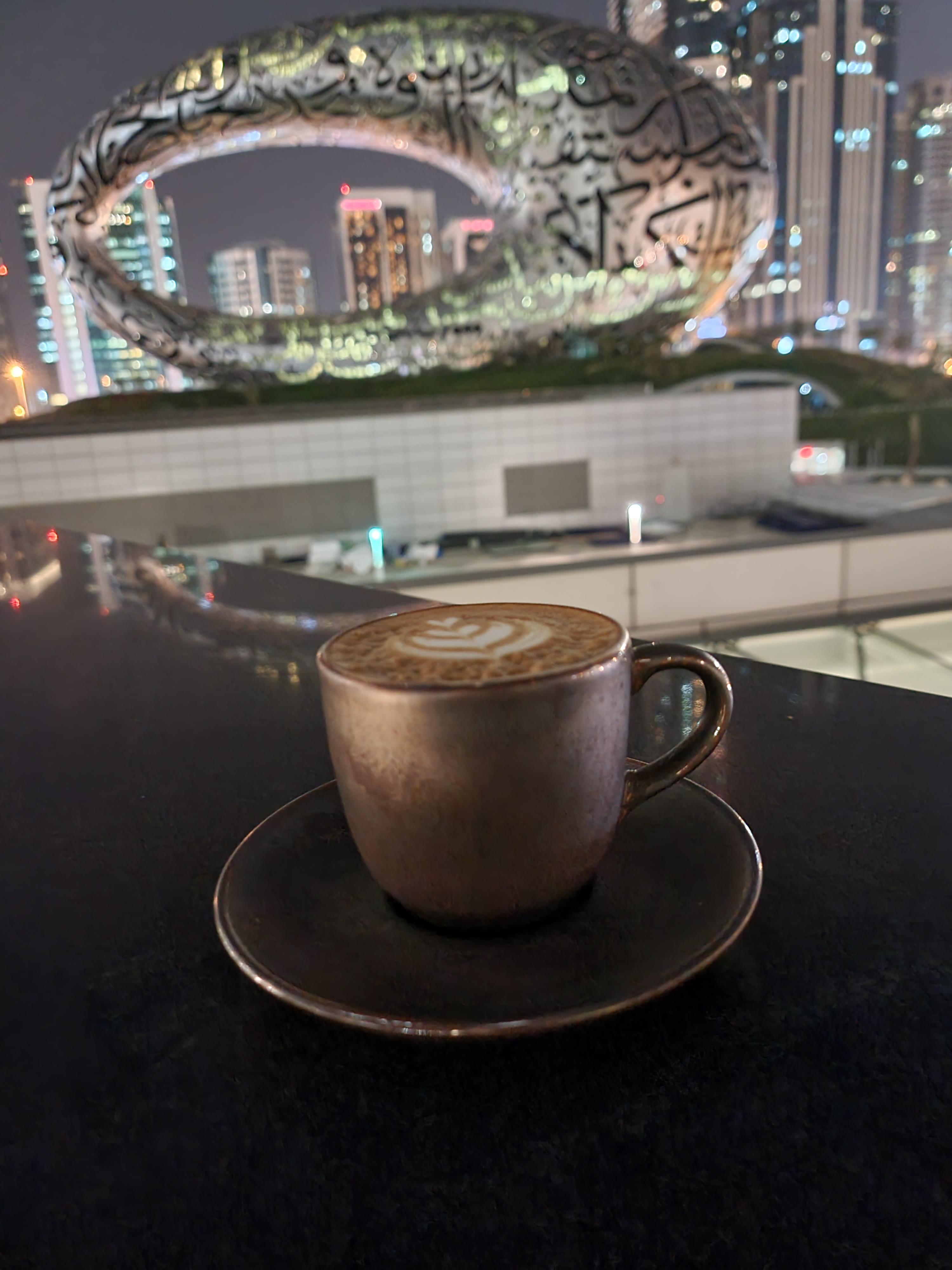

- قائمة متاحف الإمارات العربية المتحدة
- fso ne

## وصلات خارجية
الموقع الرسمي